# إزميرالدا ريبيرو
إزميرالدا ريبيرو (بالإنجليزية: Esmeralda Ribeiro) (1959)؛ شاعرة، صحفية وروائية برازيلية. درست في جامعة ساو باولو.